# 巴哈馬航空
巴哈馬航空，是一家以巴哈馬拿索為基地的航空公司，為巴哈馬的國家航空公司，成立於1973年，於1973年6月17日正式營運，主要經營國內定期航班及加勒比海地區國家、加拿大、美國等國際航線，其樞紐為林丁平德林國際機場。

## 外部連結
- 巴哈馬航空官網 （页面存档备份，存于）